# Pachycnemia pravieli
Pachycnemia pravieli är en fjärilsart som beskrevs av Claude Herbulot 1944. Pachycnemia pravieli ingår i släktet Pachycnemia och familjen mätare. Inga underarter finns listade i Catalogue of Life.